# 楢峠
楢峠（ならとうげ）は、岐阜県飛騨市河合町二ツ屋北部に位置する標高1,228mの峠。

## 概要
国道471号（国道472号との重複区間）にある峠で、藩政期には峠をはさんで飛彈二ツ屋村と越中庵谷村に口留番所が置かれていた。
峠に至る道は狭く、急坂・急カーブが連続する山岳路であり、酷道として知られる。11-6月までの冬期は積雪のため通行止めになるほか、元々地盤が弱いため無雪期も災害によって通行止になる事が多い。